# کلود برودن
کلود برودن (فرانسوی: Claude Brodin‎; ۳۰ ژوئیهٔ ۱۹۳۴ – ۱۷ اکتبر ۲۰۱۴) شمشیرباز اهل فرانسه بود.
وی در مسابقات کشوری و بین‌المللی در مجموع برندهٔ ۱ مدال برنز شده‌است.